# العامر (حبيش)

تعديل مصدري - تعديل

العامر هي إحدى قرى عزلة الوطئة بمديرية حبيش التابعة لمحافظة إب، بلغ تعداد سكانها 126 نسمة حسب تعداد اليمن لعام 2004.